# Rhyacophila nevadensis
Rhyacophila nevadensis là một loài Trichoptera trong họ Rhyacophilidae. Chúng phân bố ở miền Tân bắc.